# Filsbäck
Filsbäck est une localité de Suède située dans la commune de Lidköping du comté de Västra Götaland. Elle couvre une superficie de 0,53 km2. En 2010, elle compte 615 habitants.